# 印度史学
印度史学是一門與印度历史研究有關的历史学分支学科。印度史學主要有4大學派，分別是剑桥学派、民族主义学派、马克思主义学派和庶民学派。剑桥学派被指具有西方偏見以及欧洲中心主义而受到批评。民族主义学派起源于19世纪末20世纪初，主要受到印度民族主义的影响。民族主义学派历史学家强调印度历史上的成就，讚揚印度教统治，否认印度人起源自雅利安人，認為英国人是外来侵略者、英国人殖民印度後使得印度陷入贫困，並且這些歷史學家對印度歷史上的负面内容轻描淡写。马克思主义学派認為甘地领导的非暴力不合作运动本質是资产阶级精英操縱大众。马克思主义学派被批評过分意识形态化。庶民学派形成於20世纪80年代。庶民学派歷史學家主要通過民间传说、诗歌、谜语、谚语、歌曲、口述历史研究印度农民、低种姓和下层阶级人士。